# 沃金頓
沃金頓（英語：Workington）是位於英國英格蘭坎布里亞郡西海岸的一座港口城市，在歷史上屬於坎伯蘭。沃金頓位於卡萊爾西南32公里處，現在有人口25,207人。

## 外部連結
- Allerdale Borough Council （页面存档备份，存于）
- Workington Tourism Guide
- Workington - Cumbria Guru （页面存档备份，存于）